# Callionima falcifera
Callionima falcifera este o specie de molie din familia Sphingidae. Este întâlnită în Mexic, Belize, Nicaragua, Costa Rica și Jamaica, și mai la sud, în partea nordică a Americii de Sud (Venezuela de nord-vest și de est). 
Anvergura este de aproximativ 68-73 mm. 

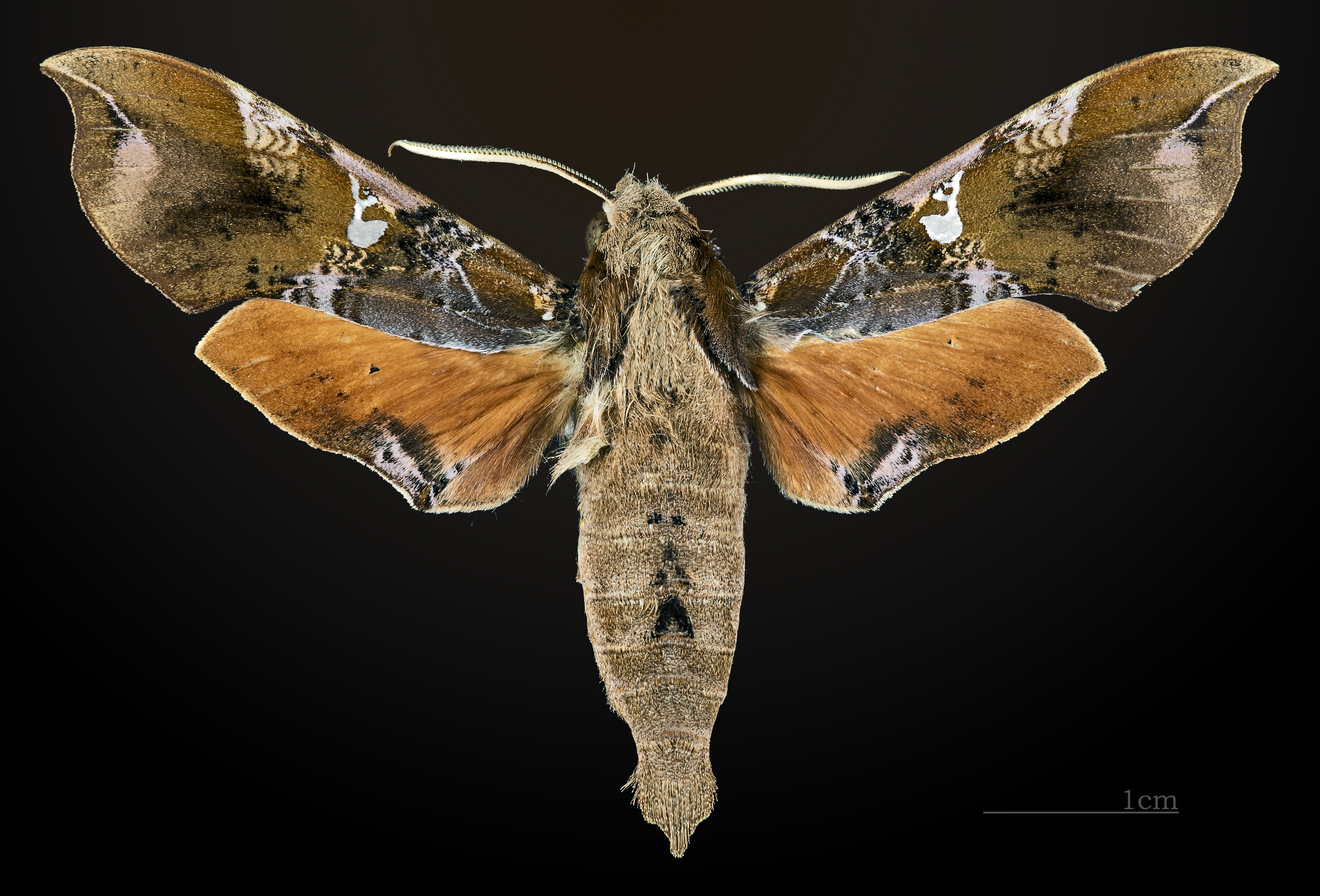
♂
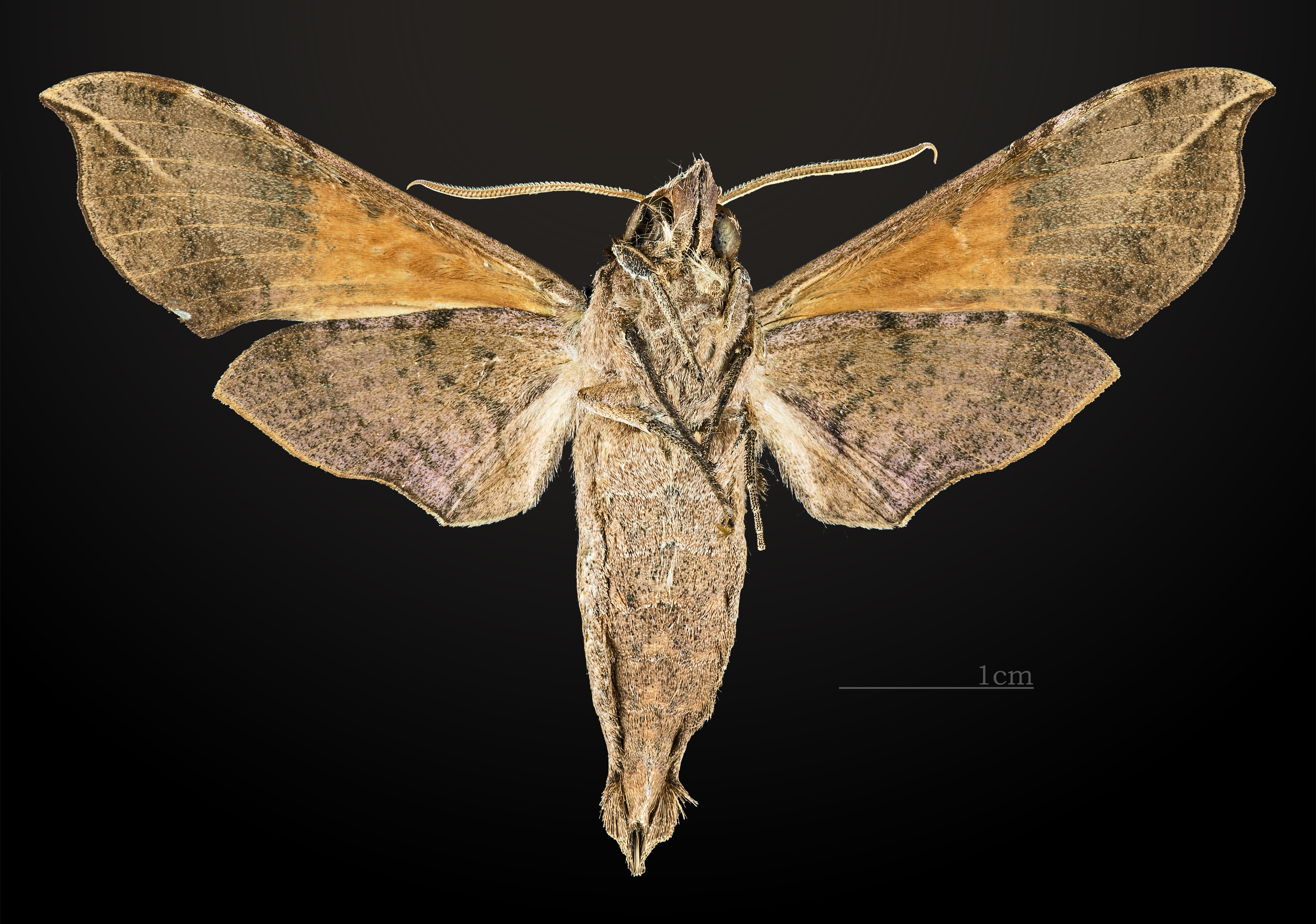
♂ △
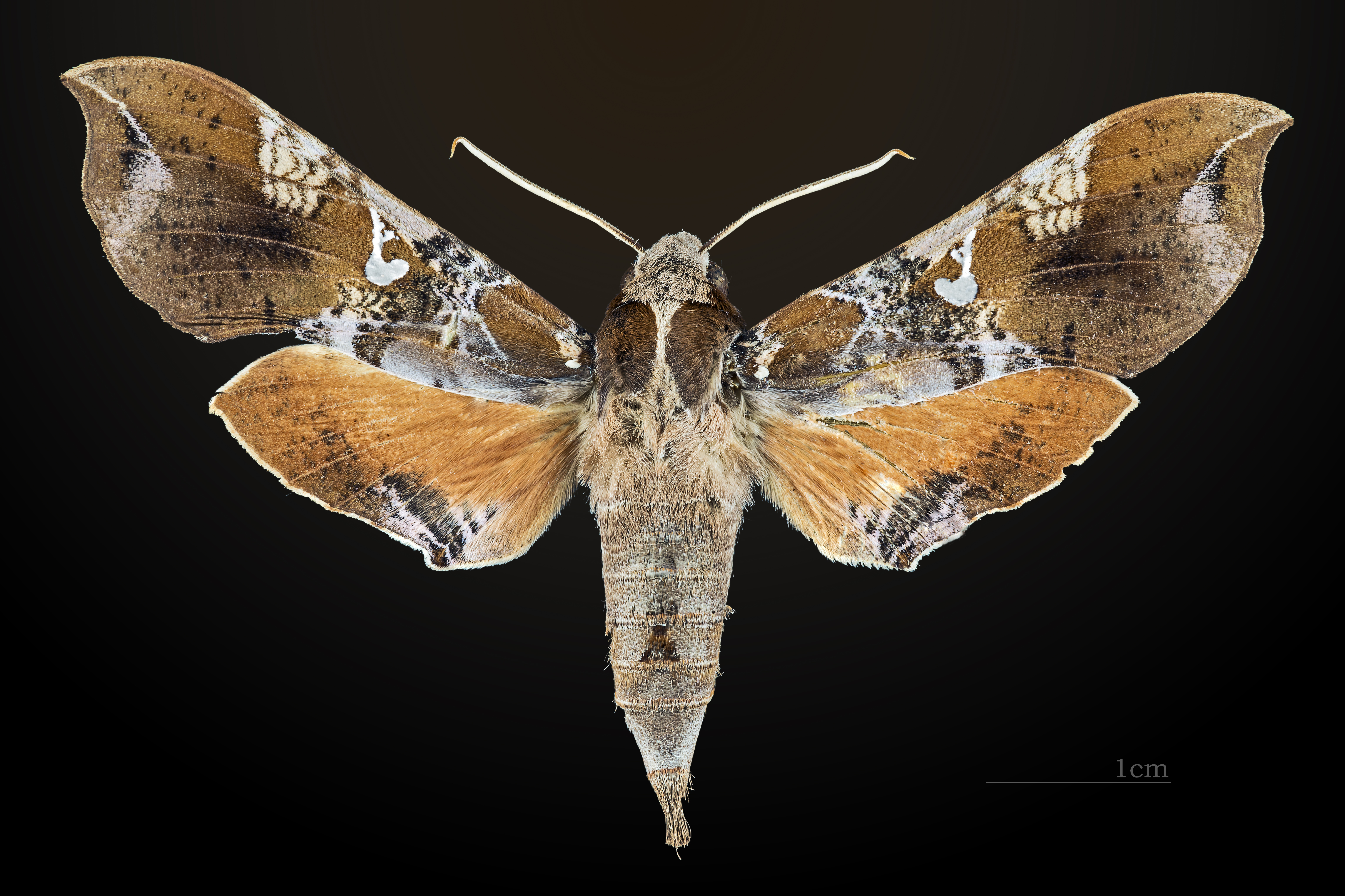
♀
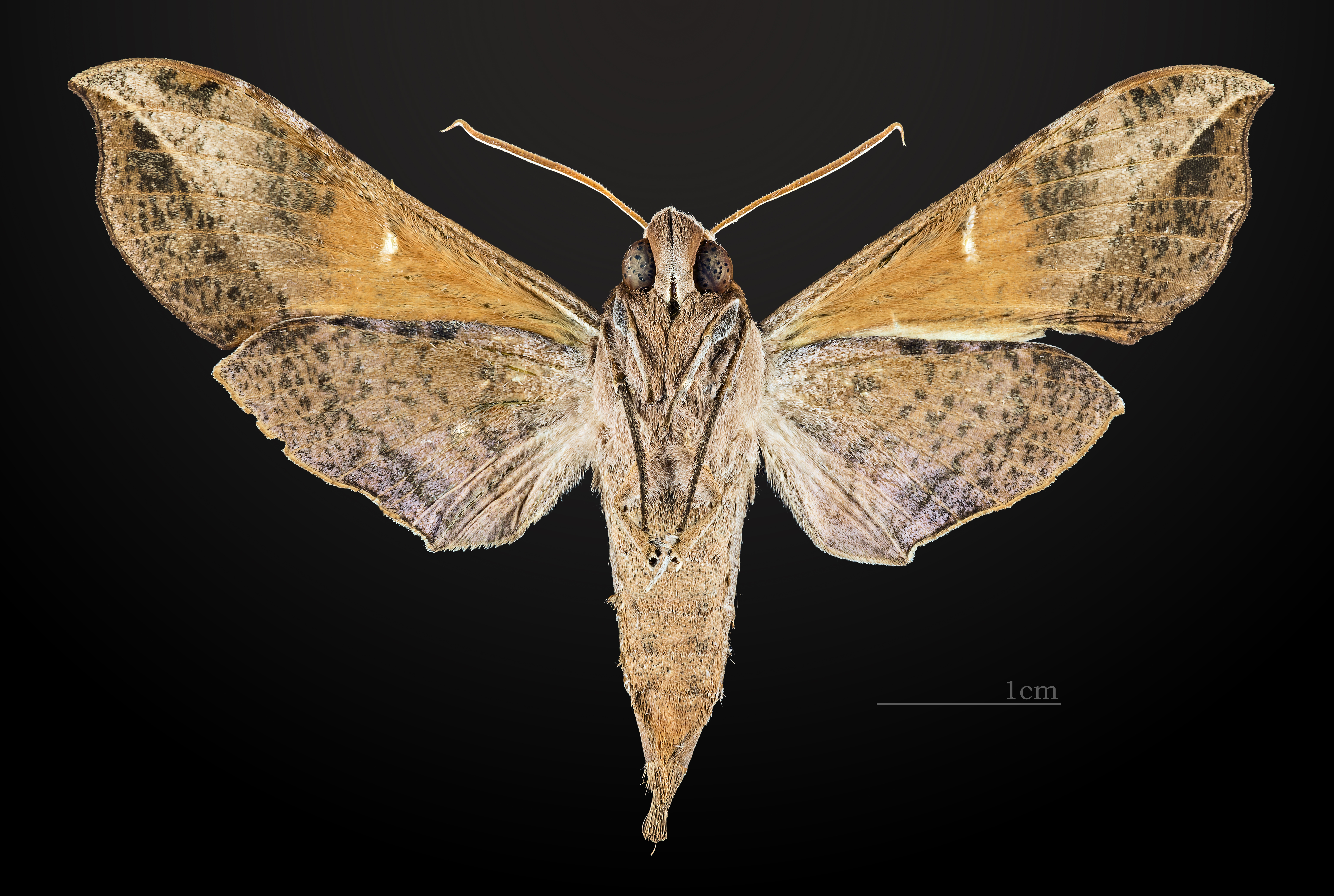
♀ △

Larvele au ca principală sursă de hrană Stemmadenia obovata și probabil alte specii de Apocynaceae. 